# 29696 Distasio
29696 Distasio è un asteroide della fascia principale. Scoperto nel 1998, presenta un'orbita caratterizzata da un semiasse maggiore pari a 2,8007222 UA e da un'eccentricità di 0,1624896, inclinata di 7,71986° rispetto all'eclittica.